# Alloway (New Jersey)
Alloway is een plaats (census-designated place) in de Amerikaanse staat New Jersey, en valt bestuurlijk gezien onder Salem County.

## Demografie
Bij de volkstelling in 2000 werd het aantal inwoners vastgesteld op 1128.

## Geografie
Volgens het United States Census Bureau beslaat de plaats een oppervlakte van
18,5 km², waarvan 18,0 km² land en 0,5 km² water. Alloway ligt op ongeveer 33 m boven zeeniveau.

## Plaatsen in de nabije omgeving
De onderstaande figuur toont nabijgelegen plaatsen in een straal van 16 km rond Alloway.